# Ô nhiễm nguồn nước ngầm
Ô nhiễm nguồn nước ngầm hay ô nhiễm nước ngầm xảy ra khi các chất ô nhiễm được thải ra mặt đất và xâm nhập vào nước ngầm. Loại ô nhiễm nước này cũng có thể xảy ra một cách tự nhiên do sự hiện diện của một thành phần nhỏ và không mong muốn, chất gây ô nhiễm hoặc tạp chất trong nước ngầm, trong trường hợp đó có nhiều khả năng được gọi là làm ô nhiễm hơn là ô nhiễm.
Chất gây ô nhiễm thường tạo ra một lượng lớn chất gây ô nhiễm trong tầng ngậm nước. Sự di chuyển của nước và sự phân tán trong tầng ngậm nước lan truyền chất ô nhiễm trên một khu vực rộng hơn. Ranh giới tiến bộ của nó, thường được gọi là mép khói, có thể giao nhau với giếng nước ngầm hoặc ánh sáng ban ngày vào nước mặt như thấm, làm cho nguồn nước không an toàn cho con người và động vật hoang dã. Sự chuyển động của chùm chất gây ô nhiễm, được gọi là mặt trước của chùm chất gây ô nhiễm, có thể được phân tích thông qua mô hình vận chuyển thủy văn hoặc mô hình nước ngầm. Phân tích ô nhiễm nước ngầm có thể tập trung vào đặc điểm đất và địa chất, địa chất thủy văn và bản chất của các chất gây ô nhiễm.
Ô nhiễm có thể xảy ra từ hệ thống vệ sinh tại chỗ, bãi chôn lấp, nước thải từ các nhà máy xử lý nước thải, cống thoát nước, trạm xăng dầu hoặc do sử dụng quá nhiều phân bón trong nông nghiệp. Ô nhiễm cũng có thể xảy ra từ các chất gây ô nhiễm xảy ra tự nhiên, chẳng hạn như asen hoặc fluoride. Sử dụng nước ngầm bị ô nhiễm gây nguy hiểm cho sức khỏe cộng đồng thông qua ngộ độc hoặc lây lan bệnh.
Các cơ chế khác nhau có ảnh hưởng đến việc vận chuyển các chất ô nhiễm, ví dụ: khuếch tán, hấp phụ, kết tủa, phân rã, trong nước ngầm. Sự tương tác của ô nhiễm nước ngầm với nước mặt được phân tích bằng cách sử dụng các mô hình vận chuyển thủy văn.

## Các loại chất ô nhiễm

### Asen và flourua
Asen và fluoride đã được Tổ chức Y tế Thế giới (WHO) công nhận là chất gây ô nhiễm vô cơ nghiêm trọng nhất trong nước uống trên toàn thế giới.
Asen kim loại có thể xảy ra tự nhiên trong nước ngầm, được thấy thường xuyên nhất ở châu Á, bao gồm cả ở Trung Quốc, Ấn Độ và Bangladesh. Ở đồng bằng sông Hằng phía bắc Ấn Độ và Bangladesh bị ô nhiễm nước ngầm nghiêm trọng do asen xuất hiện tự nhiên ảnh hưởng đến 25% giếng nước trong vùng nông của hai tầng chứa nước.
Asen trong nước ngầm cũng có thể có mặt ở những nơi có hoạt động khai thác hoặc mỏ chất thải sẽ làm rò rỉ asen.
Fluoride tự nhiên trong nước ngầm đang ngày càng được quan tâm khi nước ngầm được sử dụng sâu hơn, "với hơn 200 triệu người có nguy cơ uống nước với nồng độ cao." Fluoride đặc biệt có thể được giải phóng từ đá núi lửa có tính axit và tro núi lửa phân tán khi nước độ cứng thấp. Hàm lượng fluoride cao trong nước ngầm là một vấn đề nghiêm trọng ở Pampas Argentina, Chile, Mexico, Ấn Độ, Pakistan, Rift Đông Phi và một số đảo núi lửa (Tenerife)
Ở những khu vực có hàm lượng fluoride cao trong nước ngầm được sử dụng để uống nước, cả fluoride trong răng và xương đều có thể phổ biến và nghiêm trọng.

### Mầm bệnh

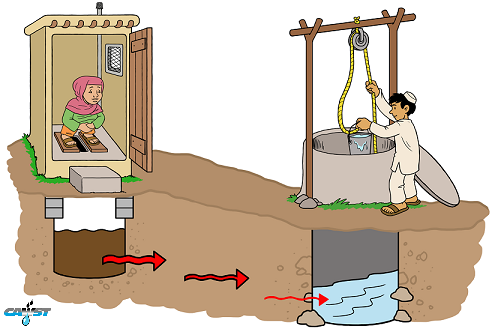
Các bệnh từ nước có thể lây lan qua giếng nước ngầm bị nhiễm mầm bệnh từ hố xí tự hoại

Việc thiếu các biện pháp vệ sinh đúng cách, cũng như các giếng được đặt không đúng cách có thể dẫn đến nước uống bị nhiễm mầm bệnh mang trong phân và nước tiểu. Các bệnh lây truyền qua đường phân như vậy bao gồm dịch tả và tiêu chảy. Trong bốn loại mầm bệnh có trong phân (vi khuẩn, vi rút, động vật nguyên sinh và giun sán hoặc trứng giun sán), ba loại đầu tiên có thể thường được tìm thấy trong nước ngầm bị ô nhiễm, trong khi trứng giun sán tương đối lớn thường được lọc ra bởi ma trận đất.
Các tầng ngậm nước sâu, hạn chế thường được coi là nguồn nước uống an toàn nhất liên quan đến mầm bệnh. Các mầm bệnh từ nước thải được xử lý hoặc không được xử lý có thể gây ô nhiễm nhất định, đặc biệt là các tầng ngậm nước nông.

### Nitrat
Nitrate là chất gây ô nhiễm hóa học phổ biến nhất trong nước ngầm và tầng ngầm nước trên thế giới. Ở một số nước thu nhập thấp, nồng độ nitrat trong nước ngầm cực kỳ cao, gây ra nhiều vấn đề sức khỏe đáng kể. Nó cũng ổn định (không bị suy giảm) trong điều kiện oxy cao. Ở một số nước thu nhập thấp, nồng độ nitrat trong nước ngầm cực kỳ cao, gây ra nhiều vấn đề sức khỏe đáng kể. Nó cũng ổn định (không bị suy giảm) trong điều kiện oxy cao.
Nồng độ nitrat trên 10 mg / L (10 ppm) trong nước ngầm có thể gây ra "hội chứng em bé màu xanh" (methemoglobinemia mắc phải). Tiêu chuẩn chất lượng nước uống tại Liên minh Châu Âu quy định dưới 50 mg / L đối với nitrat trong nước uống Tiêu chuẩn chất lượng nước uống tại Liên minh Châu Âu quy định dưới 50 mg / L đối với nitrat trong nước uống. Tuy nhiên, mối liên kết giữa nitrat trong nước uống và hội chứng em bé màu xanh đã bị tranh cãi trong các nghiên cứu khác. Sự bùng phát hội chứng có thể là do các yếu tố khác ngoài nồng độ nitrat tăng cao trong nước uống.
Nồng độ nitrat trong nước ngầm tăng cao có thể do vệ sinh tại chỗ, xử lý bùn thải và các hoạt động nông nghiệp. Do đó, nó có thể có nguồn gốc đô thị hoặc nông nghiệp. It can therefore have an urban or agricultural origin.

### Hợp chất hữu cơ
Các hợp chất hữu cơ dễ bay hơi (VOC) là một chất gây ô nhiễm nguy hiểm của nước ngầm. Chúng thường được giới thiệu với môi trường thông qua các thực hành công nghiệp bất cẩn. Nhiều trong số các hợp chất này không được biết là có hại cho đến cuối những năm 1960 và phải mất một thời gian trước khi kiểm tra thường xuyên nước ngầm đã xác định được các chất này trong nguồn nước uống.
Các chất gây ô nhiễm VOC chính được tìm thấy trong nước ngầm bao gồm các hydrocacbon thơm như các hợp chất BTEX (benzen, toluene, ethylbenzene và xylen), và các dung môi clo hóa bao gồm tetrachloroetylen (PCE), trichloroetylen (TCE) và vinyl chloride (TCE). BTEX là thành phần quan trọng của xăng. PCE và TCE là các dung môi công nghiệp trong lịch sử được sử dụng trong các quy trình giặt khô và như một chất tẩy nhờn kim loại, tương ứng.
Các chất ô nhiễm hữu cơ khác có trong nước ngầm và có nguồn gốc từ các hoạt động công nghiệp là hydrocarbon thơm đa vòng (PAHs). Do trọng lượng phân tử của nó, Naphthalene là PAH hòa tan và di động nhất được tìm thấy trong nước ngầm, trong khi benzo (a) pyrene là chất độc nhất. PAH thường được sản xuất dưới dạng sản phẩm phụ bằng cách đốt cháy không hoàn toàn các chất hữu cơ.
Các chất ô nhiễm hữu cơ cũng có thể được tìm thấy trong nước ngầm dưới dạng thuốc trừ sâu và thuốc diệt cỏ. Như nhiều hợp chất hữu cơ tổng hợp khác, hầu hết các loại thuốc trừ sâu có cấu trúc phân tử rất phức tạp. Độ phức tạp này quyết định độ hòa tan trong nước, khả năng hấp phụ và tính di động của thuốc trừ sâu trong hệ thống nước ngầm. Do đó, một số loại thuốc trừ sâu có tính di động cao hơn các loại khác nên chúng có thể dễ dàng tiếp cận nguồn nước uống hơn.

### Kim loại
Một số kim loại vi lượng xuất hiện tự nhiên trong các thành tạo đá nhất định và có thể xâm nhập vào môi trường từ các quá trình tự nhiên như phong hóa. Tuy nhiên, các hoạt động công nghiệp như khai thác, luyện kim, xử lý chất thải rắn, sơn và men, vv có thể dẫn đến nồng độ kim loại độc hại tăng cao bao gồm chì, cadmium và crom. Những chất gây ô nhiễm này có khả năng xâm nhập vào nước ngầm.
Sự di chuyển của kim loại trong nước ngầm sẽ bị ảnh hưởng bởi một số yếu tố, đặc biệt là các phản ứng hóa học quyết định sự phân chia các chất gây ô nhiễm giữa các giai đoạn và loài khác nhau. Do đó, tính linh động của kim loại chủ yếu phụ thuộc vào độ pH và trạng thái oxy hóa khử của nước ngầm.

### Dược phẩm
Một lượng dược phẩm từ nước thải được xử lý xâm nhập vào tầng chứa nước là một trong những chất gây ô nhiễm nước ngầm mới nổi đang được nghiên cứu trên khắp Hoa Kỳ. Các loại dược phẩm phổ biến như kháng sinh, thuốc chống viêm, thuốc chống trầm cảm, thuốc thông mũi, thuốc an thần,... thường được tìm thấy trong nước thải được xử lý. Nước thải này được thải ra từ cơ sở xử lý và thường xâm nhập vào tầng chứa nước hoặc nguồn nước mặt được sử dụng cho nước uống.
Một lượng dược phẩm trong cả nước ngầm và nước mặt đều thấp hơn nhiều so với những gì được coi là nguy hiểm hoặc đáng lo ngại ở hầu hết các khu vực, nhưng nó có thể là một vấn đề gia tăng khi dân số tăng lên và nước thải khai hoang được sử dụng cho nguồn cung cấp nước đô thị.

### Nguyên nhân khác
Các chất ô nhiễm hữu cơ khác bao gồm một loạt các chất hữu cơ và các hợp chất hóa học khác, hydrocarbon dầu mỏ, các hợp chất hóa học khác nhau được tìm thấy trong các sản phẩm vệ sinh cá nhân và mỹ phẩm, ô nhiễm thuốc liên quan đến dược phẩm và các chất chuyển hóa của chúng. Các chất ô nhiễm vô cơ có thể bao gồm các chất dinh dưỡng khác như amonia và phosphat và các hạt nhân phóng xạ như urani (U) hoặc radon (Rn) có mặt tự nhiên trong một số thành tạo địa chất. Xâm nhập mặn cũng là một ví dụ về ô nhiễm tự nhiên, nhưng rất thường xuyên được tăng cường bởi các hoạt động của con người.
Ô nhiễm nước ngầm là một vấn đề trên toàn thế giới. Một nghiên cứu về chất lượng nước ngầm của các tầng chứa nước chính của Hoa Kỳ được thực hiện từ năm 1991 đến 2004, cho thấy 23% giếng trong nước có chất gây ô nhiễm ở mức lớn hơn so với điểm chuẩn sức khỏe con người. Một nghiên cứu khác cho thấy các vấn đề ô nhiễm nước ngầm lớn ở châu Phi, xem xét thứ tự quan trọng là: (1) ô nhiễm nitrat, (2) tác nhân gây bệnh, (3) ô nhiễm hữu cơ, (4) nhiễm mặn và (5) thoát nước mỏ axit.

## Nguyên nhân

### Nguyên nhân gây ô nhiễm nước ngầm bao gồm:
- Xảy ra tự nhiên (địa chất)
- Hệ thống vệ sinh tại chỗ
- Nước thải và bùn thải
- Phân bón và thuốc trừ sâu
- Rò rỉ thương mại và công nghiệp
- Phá vỡ thủy lực
- Nước rỉ rác
- Khác

#### Xảy ra tự nhiên (địa chất)
Địa sinh học đề cập đến tự nhiên xảy ra như là kết quả từ các quá trình địa chất.
Ô nhiễm asen tự nhiên xảy ra do trầm tích tầng chứa nước có chứa chất hữu cơ tạo ra điều kiện yếm khí trong tầng chứa nước. Những điều kiện này dẫn đến sự hòa tan vi sinh vật của các oxit sắt trong trầm tích và do đó giải phóng asen, thường liên kết mạnh với các oxit sắt, vào trong nước. Do đó, nước ngầm giàu asen thường giàu sắt, mặc dù các quá trình thứ cấp thường che khuất sự liên kết của asen hòa tan và sắt hòa tan. Asen được tìm thấy trong nước ngầm phổ biến nhất là các loại arsenit bị khử và các loài bị oxy hóa arsenate, độc tính cấp tính của arsenite có phần lớn hơn arsenate.  Các cuộc điều tra của WHO chỉ ra rằng 20% trong số 25.000 lỗ khoan được thử nghiệm ở Bangladesh có nồng độ asen vượt quá 50 μg / l.
Sự xuất hiện của fluoride có liên quan chặt chẽ đến sự phong phú và khả năng hòa tan của các khoáng chất có chứa fluoride như fluorite (CaF2). Nồng độ fluoride cao trong nước ngầm thường là do thiếu calci trong tầng chứa nước. Các vấn đề sức khỏe liên quan đến nhiễm fluoride răng có thể xảy ra khi nồng độ fluor trong nước ngầm vượt quá 1,5 mg / l, đó là giá trị hướng dẫn của WHO kể từ năm 1984.
Viện Khoa học và Công nghệ Thủy sản Liên bang Thụy Sĩ (EAWAG) gần đây đã phát triển Nền tảng Đánh giá Nước ngầm tương tác (GAP), trong đó có thể ước tính nguy cơ ô nhiễm địa chất trong một khu vực nhất định bằng cách sử dụng dữ liệu địa chất, địa hình và các dữ liệu môi trường khác mà không phải kiểm tra mẫu từ mọi nguồn nước ngầm. Công cụ này cũng cho phép người dùng tạo bản đồ rủi ro xác suất cho cả asen và fluoride.
Nồng độ cao của các thông số như độ mặn, sắt, mangan, urani, radon và crom, trong nước ngầm, cũng có thể có nguồn gốc địa chất. Chất gây ô nhiễm này có thể quan trọng tại địa phương nhưng chúng không phổ biến như asen và fluoride.

#### Hệ thống vệ sinh tại chỗ
[[Tập tin:Giếng nông nước tại nhà truyền thống (4359799047).jpg|thumb|Ô nhiễm nước ngầm với mầm bệnh và nitrat cũng có thể xảy ra từ các chất lỏng xâm nhập vào lòng đất từ các hệ thống vệ sinh tại chỗ như hố xí và bể tự hoại, tùy thuộc vào mật độ dân số và điều kiện thủy văn.
Các yếu tố kiểm soát số phận và vận chuyển mầm bệnh khá phức tạp và sự tương tác giữa chúng không được hiểu rõ. Nếu các điều kiện địa chất thủy văn địa phương (có thể thay đổi trong một không gian vài km vuông) bị bỏ qua, cơ sở hạ tầng vệ sinh tại chỗ đơn giản như hố xí có thể gây ra rủi ro sức khỏe cộng đồng đáng kể thông qua nước ngầm bị ô nhiễm.
Chất lỏng lọc từ hố và đi qua vùng đất chưa bão hòa (không chứa đầy nước). Sau đó, các chất lỏng từ hố này xâm nhập vào nước ngầm, nơi chúng có thể dẫn đến ô nhiễm nước ngầm. Đây là một vấn đề nếu một giếng nước gần đó được sử dụng để cung cấp nước ngầm cho mục đích nước uống. Trong quá trình đi qua trong đất, mầm bệnh có thể chết đi hoặc bị hấp phụ đáng kể, chủ yếu phụ thuộc vào thời gian di chuyển giữa hố và giếng. Hầu hết, nhưng không phải tất cả mầm bệnh đều chết trong vòng 50 ngày sau khi đi qua lớp dưới bề mặt.
Mức độ loại bỏ mầm bệnh thay đổi mạnh mẽ theo loại đất, loại tầng ngậm nước, khoảng cách và các yếu tố môi trường khác. Ví dụ, vùng chưa bão hòa trở thành khu vực bị rửa trôi trong thời gian mưa lớn kéo dài, cung cấp đường dẫn thủy lực để truyền mầm bệnh nhanh chóng. Rất khó để ước tính khoảng cách an toàn giữa hố xí hoặc bể tự hoại và nguồn nước. Trong mọi trường hợp, các khuyến nghị như vậy về khoảng cách an toàn chủ yếu bị bỏ qua bởi những nhà vệ sinh hố xây dựng. Ngoài ra, các lô gia đình có kích thước hạn chế và do đó hố xí thường được xây dựng gần các giếng nước ngầm hơn nhiều so với những gì có thể được coi là an toàn. Điều này dẫn đến ô nhiễm nước ngầm và các thành viên trong gia đình bị ốm khi sử dụng nguồn nước ngầm này làm nguồn nước uống.

#### Nước thải và bùn thải
Ô nhiễm nước ngầm có thể được gây ra bởi chất thải không được xử lý dẫn đến các bệnh như tổn thương da, tiêu chảy ra máu và viêm da. Điều này là phổ biến hơn ở các địa điểm có cơ sở hạ tầng xử lý nước thải hạn chế, hoặc nơi có sự cố hệ thống của hệ thống xử lý nước thải tại chỗ. Cùng với mầm bệnh và chất dinh dưỡng, nước thải chưa được xử lý cũng có thể có một lượng kim loại nặng quan trọng có thể thấm vào hệ thống nước ngầm.
Nước thải được xử lý từ các nhà máy xử lý nước thải cũng có thể đến tầng chứa nước nếu nước thải bị thấm hoặc thải ra các vùng nước mặt địa phương. Do đó, những chất không được loại bỏ trong các nhà máy xử lý nước thải thông thường cũng có thể tiếp cận với nước ngầm. Ví dụ, nồng độ phát hiện của dư lượng dược phẩm trong nước ngầm là 50 ng / L ở một số địa điểm ở Đức. Điều này là do trong các nhà máy xử lý nước thải thông thường, các chất ô nhiễm vi mô như hormone, dư lượng dược phẩm và các chất ô nhiễm vi mô khác có trong nước tiểu và phân chỉ được loại bỏ một phần và phần còn lại được thải vào nước mặt, từ đó nó cũng có thể đến nước ngầm.
Ô nhiễm nước ngầm cũng có thể xảy ra từ các cống bị rò rỉ đã được quan sát ví dụ ở Đức. Điều này cũng có thể dẫn đến ô nhiễm chéo tiềm năng của nguồn cung cấp nước uống.
Nước thải lan rộng hoặc bùn thải trong nông nghiệp cũng có thể được đưa vào như là nguồn gây ô nhiễm phân trong nước ngầm.

#### Phân bón và thuốc trừ sâu
Nitrate cũng có thể xâm nhập vào nước ngầm thông qua việc sử dụng quá nhiều phân bón, bao gồm cả việc rải phân. Điều này là do chỉ một phần phân bón dựa trên nitơ được chuyển đổi để sản xuất và các chất thực vật khác. Phần còn lại tích lũy trong đất hoặc bị mất khi hết. Tỷ lệ ứng dụng cao của phân bón chứa nitơ kết hợp với khả năng hòa tan trong nước cao của nitrat dẫn đến tăng dòng chảy vào nước mặt cũng như rò rỉ vào nước ngầm, do đó gây ô nhiễm nước ngầm. Việc sử dụng quá nhiều phân bón chứa nitơ (có thể là tổng hợp hoặc tự nhiên) đặc biệt gây hại, vì phần lớn nitơ không được thực vật hấp thụ được chuyển hóa thành nitrat dễ bị lọc.

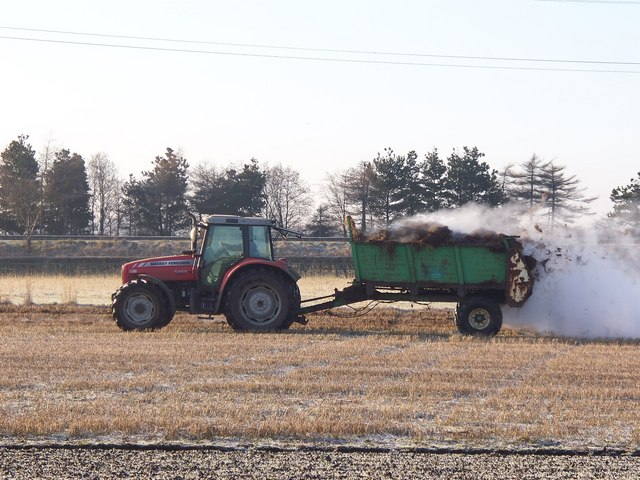
Thực hành quản lý kém trong việc rải phân có thể giới thiệu cả mầm bệnh và chất dinh dưỡng (nitrat) trong hệ thống nước ngầm.

Các chất dinh dưỡng, đặc biệt là nitrat, trong phân bón có thể gây ra vấn đề cho môi trường sống tự nhiên và sức khỏe con người nếu chúng bị cuốn trôi vào dòng nước hoặc bị thấm qua đất vào nước ngầm. Việc sử dụng nhiều phân bón nitơ trong các hệ thống cây trồng là đóng góp lớn nhất cho nitơ nhân tạo trong nước ngầm trên toàn thế giới.
Thức ăn chăn nuôi / động vật cũng có thể dẫn đến tiềm năng lọc nitơ và kim loại vào nước ngầm. Áp dụng quá nhiều phân động vật cũng có thể dẫn đến ô nhiễm nước ngầm với dư lượng dược phẩm có nguồn gốc từ thuốc thú y.
Cơ quan Bảo vệ Môi trường Hoa Kỳ (EPA) và Ủy ban Châu Âu đang xử lý nghiêm túc vấn đề nitrat liên quan đến phát triển nông nghiệp, vì đây là vấn đề cấp nước lớn đòi hỏi phải có sự quản lý và quản trị phù hợp.
Dòng chảy của thuốc trừ sâu có thể ngấm vào nước ngầm gây ra các vấn đề sức khỏe của con người từ các giếng nước bị ô nhiễm. Nồng độ thuốc trừ sâu được tìm thấy trong nước ngầm thường thấp và thường thì giới hạn dựa trên sức khỏe của con người vượt quá quy định cũng rất thấp. Thuốc trừ sâu organophospho (MCP) dường như là một trong số ít các loại thuốc trừ sâu nguy hiểm, bền bỉ và hòa tan (không liên kết với khoáng chất trong đất) thuốc trừ sâu có thể tiếp cận với nguồn nước uống. Nhìn chung, nhiều hợp chất thuốc trừ sâu đang được phát hiện khi các chương trình giám sát chất lượng nước ngầm đã trở nên rộng rãi hơn; tuy nhiên, việc giám sát ít hơn đã được tiến hành ở các nước đang phát triển do chi phí phân tích cao.

#### Rò rỉ thương mại và công nghiệp
Một loạt các chất ô nhiễm vô cơ và hữu cơ đã được tìm thấy trong các tầng chứa nước bên dưới các hoạt động thương mại và công nghiệp.
Các cơ sở khai thác quặng và chế biến kim loại là nguyên nhân chính của sự hiện diện của kim loại trong nước ngầm có nguồn gốc nhân tạo, bao gồm cả asen. Độ pH thấp liên quan đến thoát nước mỏ axit (AMD) góp phần vào khả năng hòa tan của các kim loại độc hại tiềm tàng cuối cùng có thể xâm nhập vào hệ thống nước ngầm.
Có một mối lo ngại ngày càng tăng đối với ô nhiễm nước ngầm do xăng bị rò rỉ từ các bể chứa dầu khí ngầm (USTs) của các trạm xăng. Các hợp chất BTEX là các chất phụ gia phổ biến nhất của xăng. Các hợp chất BTEX, bao gồm benzen, có mật độ thấp hơn nước (1 g / ml). Tương tự như sự cố tràn dầu trên biển, pha không thể trộn lẫn, được gọi là Chất lỏng pha không ánh sáng (LNAPL), sẽ trôi nổi trên mặt nước trong tầng chứa nước.
Dung môi clo hóa được sử dụng trong gần như bất kỳ thực hành công nghiệp nào, nơi cần tẩy rửa dầu mỡ. PCE là một dung môi được sử dụng nhiều trong ngành công nghiệp giặt khô vì hiệu quả làm sạch và chi phí tương đối thấp. Nó cũng đã được sử dụng cho các hoạt động tẩy kim loại. Bởi vì nó rất dễ bay hơi, nó thường được tìm thấy trong nước ngầm hơn là nước mặt. TCE trong lịch sử đã được sử dụng làm chất tẩy rửa kim loại. Cơ sở quân sự Anniston Army Dept (ANAD) tại Hoa Kỳ đã được đưa vào Danh sách ưu tiên quốc gia Superfund của EPA (NPL) vì ô nhiễm nước ngầm với 27 triệu pound TCE. Cả PCE và TCE đều có thể phân hủy thành vinyl chloride (VC), hydrocarbon clo hóa độc hại nhất.
Nhiều loại dung môi cũng có thể đã được xử lý bất hợp pháp, rò rỉ theo thời gian cho hệ thống nước ngầm.
Các dung môi clo như PCE và TCE có mật độ cao hơn nước và pha không pha trộn được gọi là Chất lỏng pha không đậm đặc (DNAPL). Một khi chúng đến tầng chứa nước, chúng sẽ "chìm" và cuối cùng tích tụ trên đỉnh của các lớp có độ thấm thấp. Trong lịch sử, các cơ sở xử lý gỗ cũng đã phát hành thuốc trừ sâu như pentachlorophenol (PCP) và creosote vào môi trường, ảnh hưởng đến nguồn nước ngầm. PCP là một loại thuốc trừ sâu lỗi thời có khả năng hòa tan cao và độc hại được liệt kê gần đây trong Công ước Stockholm về các chất ô nhiễm hữu cơ dai dẳng. PAH và các bán VOC khác là những chất gây ô nhiễm phổ biến liên quan đến creosote.
Mặc dù không thể trộn được, cả LNAPL và DNAPL vẫn có khả năng hòa tan từ từ vào pha nước (có thể trộn được) để tạo ra một vết loang và do đó trở thành nguồn lây nhiễm lâu dài. DNAPL (dung môi clo hóa, PAH nặng, creosote, PCB) có xu hướng khó quản lý vì chúng có thể cư trú rất sâu trong hệ thống nước ngầm.

#### Phá vỡ thủy lực
Sự phát triển gần đây của các giếng khoan thủy lực ("Fracking") tại Hoa Kỳ đã làm dấy lên mối lo ngại về những rủi ro tiềm ẩn của nó khi làm ô nhiễm nguồn nước ngầm. EPA, cùng với nhiều nhà nghiên cứu khác, đã được ủy quyền để nghiên cứu mối quan hệ giữa nứt vỡ thủy lực và tài nguyên nước uống. Mặc dù có thể thực hiện phá vỡ thủy lực mà không có tác động liên quan đến tài nguyên nước ngầm nếu các biện pháp kiểm soát và quản lý chất lượng nghiêm ngặt được thực hiện, có một số trường hợp ô nhiễm nước ngầm do xử lý không đúng hoặc thất bại kỹ thuật đã được quan sát.
Trong khi EPA không tìm thấy bằng chứng quan trọng về tác động lan rộng, có hệ thống đối với nước uống do nứt vỡ thủy lực, nhưng điều này có thể là do dữ liệu nứt vỡ trước và sau thủy lực không đủ hệ thống về chất lượng nước uống và sự hiện diện của các tác nhân gây ô nhiễm khác. ngăn chặn mối liên hệ giữa khai thác dầu khí và đá phiến chặt chẽ và tác động của nó.
Mặc dù EPA không có bằng chứng rộng rãi sâu rộng, các nhà nghiên cứu khác đã có những quan sát đáng kể về tình trạng ô nhiễm nước ngầm gia tăng gần với các địa điểm khoan dầu khí đá phiến lớn ở Marcellus (British Columbia, Canada). Trong phạm vi một km từ những địa điểm cụ thể này, một tập hợp nước uống cạn luôn cho thấy nồng độ metan, ethane và propane cao hơn bình thường. Một đánh giá về nồng độ khí Helium cao hơn và nồng độ khí cao quý khác cùng với sự gia tăng nồng độ hydrocarbon hỗ trợ sự phân biệt giữa khí thải nứt vỡ thủy lực và hàm lượng hydrocarbon "nền" tự nhiên. Sự ô nhiễm này được suy đoán là kết quả của việc rò rỉ, thất bại hoặc lắp đặt vỏ giếng khí không đúng cách. Hơn nữa, theo lý thuyết, ô nhiễm cũng có thể là kết quả của sự di chuyển mao dẫn của nước siêu mặn dư thừa sâu và chất lỏng nứt vỡ thủy lực, chảy chậm qua các đứt gãy và đứt gãy cho đến khi cuối cùng tiếp xúc với nguồn nước ngầm tuy nhiên, nhiều nhà nghiên cứu lập luận rằng tính thấm của đá vượt quá sự hình thành đá phiến là quá thấp để cho phép điều này xảy ra đủ. Để cuối cùng chứng minh lý thuyết này, sẽ phải có dấu vết của trihalomethanes độc hại (THM) vì chúng thường liên quan đến sự hiện diện của ô nhiễm khí đi lạc và thường xảy ra với nồng độ halogen cao trong nước siêu mặn. Bên cạnh đó, nước mặn cao là một đặc điểm tự nhiên phổ biến trong các hệ thống nước ngầm sâu.
Trong khi các kết luận liên quan đến ô nhiễm nước ngầm do dòng chảy thủy lực bẻ gãy bị hạn chế cả về không gian và thời gian, các nhà nghiên cứu đã đưa ra giả thuyết rằng khả năng ô nhiễm khí đi lạc có hệ thống phụ thuộc chủ yếu vào tính toàn vẹn của cấu trúc giếng dầu đá phiến, cùng với họ hàng của nó vị trí địa chất cho các hệ thống đứt gãy cục bộ có khả năng cung cấp đường dẫn dòng chảy cho việc di chuyển khí.
Mặc dù phổ biến, ô nhiễm hệ thống do nứt vỡ thủy lực đã bị tranh cãi rất nhiều, một trong những nguồn gây ô nhiễm chính có sự đồng thuận nhất trong số các nhà nghiên cứu là vấn đề nan giải nhất là sự cố tràn chất lỏng thủy lực và nước sản xuất. Cho đến nay, phần lớn các sự kiện ô nhiễm nước ngầm có nguồn gốc từ các tuyến nhân tạo ở cấp độ bề mặt thay vì dòng chảy dưới bề mặt từ các thành tạo đá phiến tiềm ẩn. Mặc dù thiệt hại có thể rõ ràng, và nhiều nỗ lực hơn đang được thực hiện để ngăn chặn những tai nạn này xảy ra quá thường xuyên, việc thiếu dữ liệu từ sự cố tràn dầu tiếp tục khiến các nhà nghiên cứu chìm trong bóng tối. Trong nhiều sự kiện này, dữ liệu thu được từ rò rỉ hoặc đổ tràn thường rất mơ hồ, và do đó sẽ khiến các nhà nghiên cứu thiếu kết luận.
Các nhà nghiên cứu từ Viện Khoa học Địa chất và Tài nguyên Thiên nhiên Liên bang (BGR) đã thực hiện một nghiên cứu mô hình cho sự hình thành khí đá phiến sâu trong Lưu vực Bắc Đức. Họ kết luận rằng xác suất nhỏ là sự gia tăng của chất lỏng fracking qua lòng đất địa chất lên bề mặt sẽ ảnh hưởng đến nước ngầm nông.

#### Nước rỉ rác
Nước rỉ rác từ các bãi chôn lấp hợp vệ sinh có thể dẫn đến ô nhiễm nước ngầm. Hóa chất có thể tiếp cận với nước ngầm thông qua lượng mưa và dòng chảy. Các bãi chôn lấp mới được yêu cầu phải được lót bằng đất sét hoặc vật liệu tổng hợp khác, cùng với nước rỉ rác để bảo vệ nguồn nước ngầm xung quanh. Tuy nhiên, các bãi chôn lấp cũ không có các biện pháp này và thường gần với nước mặt và trong đất thấm. Các bãi chôn lấp kín vẫn có thể gây ra mối đe dọa đối với nước ngầm nếu chúng không bị giới hạn bởi vật liệu không thấm nước trước khi đóng cửa để tránh rò rỉ chất gây ô nhiễm.
Kênh tình yêu là một trong những ví dụ được biết đến rộng rãi nhất về ô nhiễm nước ngầm. Năm 1978, cư dân của khu phố Kênh tình yêu ở ngoại ô New York nhận thấy tỷ lệ ung thư cao và số lượng dị tật bẩm sinh đáng báo động. Điều này cuối cùng đã được truy tìm đến các dung môi hữu cơ và điôxin từ một bãi rác công nghiệp mà khu phố được xây dựng xung quanh, sau đó đã xâm nhập vào nguồn nước và bốc hơi trong tầng hầm để tiếp tục làm ô nhiễm không khí. Tám trăm gia đình đã được bồi hoàn cho nhà của họ và di chuyển, sau các cuộc chiến pháp lý và truyền thông rộng rãi.

#### Quá tải nước bơm
Dữ liệu vệ tinh ở đồng bằng sông Cửu Long ở Việt Nam đã cung cấp bằng chứng cho thấy việc bơm quá nhiều nước ngầm dẫn đến sụt lún đất cũng như giải phóng asen và có thể các kim loại nặng khác. Asen được tìm thấy trong các lớp đất sét do diện tích bề mặt cao so với tỷ lệ thể tích của chúng so với các hạt có kích thước cát. Hầu hết nước ngầm được bơm đi qua cát và sỏi với nồng độ asen thấp. Tuy nhiên, trong quá trình bơm quá mức, độ dốc dọc cao kéo nước từ các loại đất ít thấm, do đó thúc đẩy giải phóng asen vào trong nước.

#### Nguyên nhân khác
Ô nhiễm nước ngầm có thể do sự cố tràn hóa chất từ các hoạt động thương mại hoặc công nghiệp, sự cố tràn hóa chất xảy ra trong quá trình vận chuyển (ví dụ như tràn nhiên liệu diesel), đổ chất thải bất hợp pháp, xâm nhập từ dòng chảy đô thị hoặc hoạt động khai thác, muối đường, hóa chất khử từ sân bay và thậm chí các chất gây ô nhiễm khí quyển vì nước ngầm là một phần của chu trình thủy văn.
Sử dụng thuốc diệt cỏ có thể góp phần gây ô nhiễm nước ngầm thông qua sự xâm nhập của asen. Thuốc diệt cỏ góp phần giải hấp asen thông qua huy động và vận chuyển chất gây ô nhiễm. Thuốc diệt cỏ clo hóa thể hiện tác động thấp hơn đối với quá trình giải hấp asen so với thuốc diệt cỏ loại phosphat. Điều này có thể giúp ngăn ngừa ô nhiễm arsen thông qua việc chọn thuốc diệt cỏ phù hợp với nồng độ asen khác nhau có trong một số loại đất nhất định.
Việc chôn cất xác chết và sự xuống cấp sau đó của chúng cũng có thể gây nguy cơ ô nhiễm cho nước ngầm.

## Cơ chế ô nhiễm
Dòng nước đi qua lớp dưới bề mặt có thể cung cấp một rào cản tự nhiên đáng tin cậy đối với ô nhiễm nhưng nó chỉ hoạt động trong điều kiện thuận lợi.
Địa tầng của khu vực đóng một vai trò quan trọng trong việc vận chuyển các chất ô nhiễm. Một khu vực có thể có các lớp đất cát, đá nền bị nứt, đất sét hoặc cứng. Các khu vực địa hình karst trên nền đá vôi đôi khi dễ bị ô nhiễm bề mặt từ nước ngầm. Các lỗi động đất cũng có thể là các lối vào để xâm nhập vào ô nhiễm. Điều kiện mực nước có tầm quan trọng lớn đối với nguồn cung cấp nước uống, tưới tiêu nông nghiệp, xử lý chất thải (bao gồm cả chất thải hạt nhân), môi trường sống hoang dã và các vấn đề sinh thái khác.
Nhiều hóa chất trải qua quá trình phân hủy phản ứng hoặc thay đổi hóa học, đặc biệt là trong thời gian dài trong các hồ chứa nước ngầm. Một loại hóa chất đáng chú ý là các hydrocacbon clo hóa như trichloroetylen (được sử dụng trong sản xuất tẩy dầu mỡ và điện tử công nghiệp) và tetrachloroetylen được sử dụng trong công nghiệp giặt khô. Cả hai hóa chất này, chính là chất gây ung thư, trải qua các phản ứng phân hủy một phần, dẫn đến các hóa chất nguy hiểm mới (bao gồm dichloroetylen và vinyl chloride).

### Tương tác với nước mặt
Mặc dù có liên quan đến nhau, nước mặt và nước ngầm thường được nghiên cứu và quản lý như các nguồn tài nguyên riêng biệt. Nước mặt thấm qua đất và trở thành nước ngầm. Ngược lại, nước ngầm cũng có thể cung cấp nguồn nước mặt. Các nguồn gây ô nhiễm nước mặt thường được nhóm thành hai loại dựa trên nguồn gốc của chúng.
Tương tác giữa nước ngầm và nước mặt rất phức tạp. Do đó, ô nhiễm nước ngầm, đôi khi được gọi là ô nhiễm nước ngầm, không dễ dàng được phân loại là ô nhiễm nước mặt. Về bản chất, tầng ngậm nước ngầm dễ bị nhiễm bẩn từ các nguồn có thể không ảnh hưởng trực tiếp đến các vùng nước mặt và việc phân biệt điểm so với nguồn không điểm có thể không liên quan.
Một sự cố tràn hoặc giải phóng liên tục các chất ô nhiễm hóa học hoặc hạt nhân phóng xạ vào đất (nằm cách xa mặt nước) có thể không tạo ra ô nhiễm nguồn điểm hoặc không điểm nhưng có thể làm ô nhiễm tầng chứa nước bên dưới, tạo ra một vết loang độc hại. Sự chuyển động của chùm, có thể được phân tích thông qua mô hình vận chuyển thủy văn hoặc mô hình nước ngầm.

## Sự ngăn chặn ô nhiễm nước ngầm

### Nguyên tắc phòng ngừa

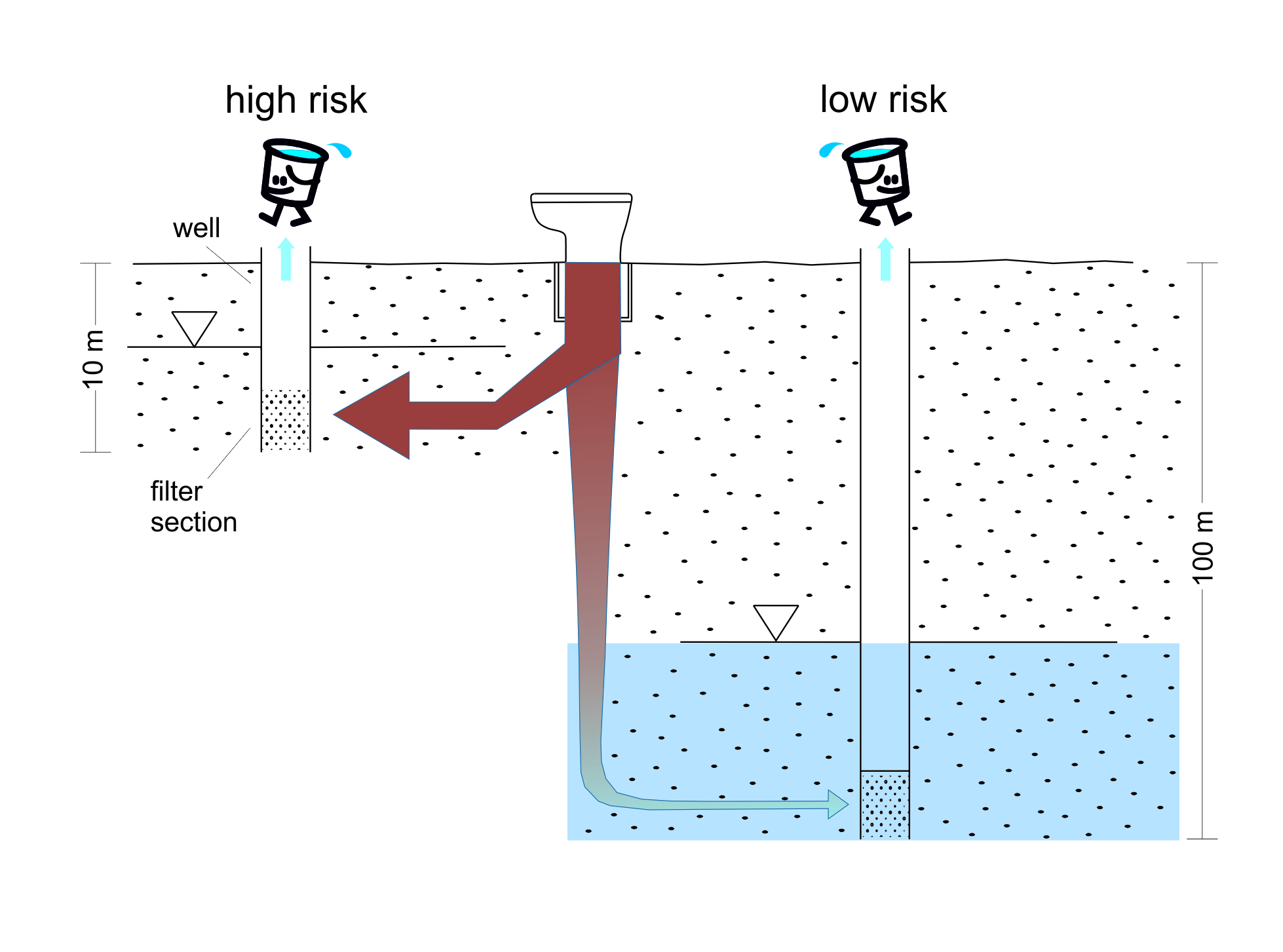
Sơ đồ cho thấy rằng có nguy cơ ô nhiễm nước ngầm thấp hơn với độ sâu lớn hơn của giếng nước

Nguyên tắc phòng ngừa, được phát triển từ Nguyên tắc 15 của Tuyên bố Rio về Môi trường và Phát triển, rất quan trọng trong việc bảo vệ tài nguyên nước ngầm khỏi ô nhiễm. Nguyên tắc phòng ngừa quy định rằng, nơi có các mối đe dọa thiệt hại không thể đảo ngược, thiếu sự chắc chắn khoa học đầy đủ sẽ không được sử dụng làm lý do trì hoãn các biện pháp hiệu quả chi phí để ngăn chặn suy thoái môi trường.
Một trong sáu nguyên tắc cơ bản của chính sách nước của Liên minh châu Âu (EU) là áp dụng nguyên tắc phòng ngừa.

### Giám sát chất lượng nước ngầm
Các chương trình giám sát chất lượng nước ngầm đã được triển khai thường xuyên ở nhiều nước trên thế giới. Chúng là các thành phần quan trọng để hiểu hệ thống thủy văn, và để phát triển các mô hình khái niệm và bản đồ dễ bị tổn thương tầng ngậm nước.
Chất lượng nước ngầm phải được theo dõi thường xuyên trên tầng chứa nước để xác định xu hướng. Giám sát nước ngầm hiệu quả nên được thúc đẩy bởi một mục tiêu cụ thể, ví dụ, một chất gây ô nhiễm cụ thể đáng lo ngại.ref name="ICUN" />  Mức độ chất gây ô nhiễm có thể được so sánh với hướng dẫn của Tổ chức Y tế Thế giới (WHO) về chất lượng nước uống. Không phải là hiếm khi giới hạn của các chất gây ô nhiễm được giảm khi có nhiều kinh nghiệm y tế hơn.
Cần đầu tư đầy đủ để tiếp tục theo dõi trong thời gian dài. Khi một vấn đề được tìm thấy, hành động nên được thực hiện để sửa nó. Các vụ dịch từ nguồn nước ở Hoa Kỳ đã giảm với việc đưa ra các yêu cầu giám sát (và điều trị) nghiêm ngặt hơn vào đầu những năm 90.
Cộng đồng cũng có thể giúp theo dõi chất lượng nước ngầm.

### Phân vùng đất bảo vệ nước ngầm
Việc phát triển các bản đồ phân vùng sử dụng đất đã được một số cơ quan nước thực hiện ở các quy mô khác nhau trên thế giới. Có hai loại bản đồ phân vùng: bản đồ dễ bị tổn thương tầng nước và bản đồ bảo vệ nguồn.

#### Bản đồ vùng ngậm nước dễ bị tổn thương
Nó đề cập đến lỗ hổng nội tại (hoặc tự nhiên) của hệ thống nước ngầm đối với ô nhiễm.  Về mặt bản chất, một số tầng chứa nước dễ bị ô nhiễm hơn các tầng chứa nước khác. Các tầng ngậm nước cạn không có nguy cơ ô nhiễm vì có ít lớp hơn để lọc các chất gây ô nhiễm.
Vùng chưa bão hòa có thể đóng một vai trò quan trọng trong việc làm chậm lại (và trong một số trường hợp loại bỏ) mầm bệnh và do đó phải được xem xét khi đánh giá lỗ hổng tầng ngậm nước. Hoạt động sinh học là lớn nhất trong các lớp đất trên cùng, nơi sự suy giảm của mầm bệnh nói chung là hiệu quả nhất.
Chuẩn bị các bản đồ dễ bị tổn thương thường bao gồm một số bản đồ chuyên đề về các yếu tố vật lý đã được chọn để mô tả lỗ hổng tầng ngậm nước. Phương pháp lập bản đồ tham số dựa trên chỉ số GOD do Foster và Hirata (1988) phát triển sử dụng ba thông số thường có sẵn hoặc ước tính sẵn có, mức độ giam cầm thủy lực nước ngầm, tính chất địa chất của tầng tầng trên và độ sâu đối với nước ngầm. Một cách tiếp cận khác được phát triển bởi EPA, một hệ thống xếp hạng có tên là "DRASTIC", sử dụng bảy yếu tố địa chất thủy văn để phát triển một chỉ số về tính dễ bị tổn thương: Độ sâu của mực nước (D), Nạp lại ròng (R), phương tiện Aquifer (A), Phương tiện đất (S), Địa hình (độ dốc) (T), Tác động đến vùng vadose (I) và độ dẫn thủy lực (C).
Có một cuộc tranh luận cụ thể giữa các nhà thủy văn học về việc liệu lỗ hổng tầng nước có nên được thiết lập theo cách chung (nội tại) cho tất cả các chất gây ô nhiễm, hoặc cụ thể cho từng chất gây ô nhiễm.

#### Bản đồ bảo vệ nguồn
Nó đề cập đến các khu vực đánh bắt xung quanh một nguồn nước ngầm riêng lẻ, chẳng hạn như giếng nước hoặc suối, để đặc biệt bảo vệ chúng khỏi ô nhiễm. Do đó, các nguồn gây ô nhiễm có thể phân hủy, như mầm bệnh, có thể được đặt ở khoảng cách mà thời gian di chuyển dọc theo đường lưu lượng đủ dài để chất ô nhiễm được loại bỏ thông qua quá trình lọc hoặc hấp phụ.
Phương pháp phân tích sử dụng các phương trình để xác định lưu lượng nước ngầm và vận chuyển chất gây ô nhiễm được sử dụng rộng rãi nhất. WHPA là một chương trình mô phỏng dòng chảy nước ngầm bán phân tích được phát triển bởi EPA Hoa Kỳ để phân định các khu vực đánh bắt trong khu vực bảo vệ đầu giếng.
Hình thức phân vùng đơn giản nhất sử dụng các phương pháp khoảng cách cố định trong đó các hoạt động được loại trừ trong một khoảng cách xác định được áp dụng thống nhất xung quanh các điểm trừu tượng.

#### Hệ thống định vị vệ sinh tại chỗ
Vì ảnh hưởng sức khỏe của hầu hết các hóa chất độc hại phát sinh sau khi tiếp xúc kéo dài, nguy cơ đối với sức khỏe từ hóa chất thường thấp hơn so với mầm bệnh. Do đó, chất lượng của các biện pháp bảo vệ nguồn là một thành phần quan trọng trong việc kiểm soát xem mầm bệnh có thể có trong nước uống cuối cùng hay không.
Hệ thống vệ sinh tại chỗ có thể được thiết kế theo cách ngăn chặn ô nhiễm nước ngầm từ các hệ thống vệ sinh này. Hướng dẫn chi tiết đã được phát triển để ước tính khoảng cách an toàn để bảo vệ nguồn nước ngầm khỏi ô nhiễm từ vệ sinh tại chỗ. Các tiêu chí sau đây đã được đề xuất để chọn địa điểm an toàn (nghĩa là quyết định vị trí) của hệ thống vệ sinh tại chỗ:
- Khoảng cách ngang giữa nguồn nước uống và hệ thống vệ sinh
- Các giá trị hướng dẫn cho khoảng cách phân tách ngang giữa các hệ thống vệ sinh tại chỗ và nguồn nước rất khác nhau (ví dụ: khoảng cách từ 15 đến 100 m giữa hố xí và giếng nước ngầm)[22]
- Khoảng cách dọc giữa nước uống và hệ thống vệ sinh
- Loại thủy
- Hướng dòng nước ngầm
- Lớp không thấm nước
- Độ dốc và thoát nước bề mặt
- Khối lượng nước thải rò rỉ
- Sự chồng chất, tức là cần phải xem xét một khu vực quy hoạch lớn hơn

Theo hướng dẫn chung, khuyến cáo rằng đáy hố phải cao hơn mực nước ngầm ít nhất 2 m và khoảng cách ngang tối thiểu là 30 m giữa hố và nguồn nước thường được khuyến nghị để hạn chế tiếp xúc với ô nhiễm vi khuẩn. Tuy nhiên, không nên đưa ra tuyên bố chung về khoảng cách tách bên tối thiểu cần thiết để ngăn ngừa ô nhiễm giếng từ hố xí. Ví dụ, thậm chí khoảng cách phân tách 50 m bên có thể không đủ trong một hệ thống karstified mạnh với nguồn cung cấp xuống cấp hoặc lò xo, trong khi khoảng cách phân tách 10 m bên là hoàn toàn đủ nếu có lớp đất sét phát triển tốt và không gian hình khuyên của giếng nước ngầm được niêm phong tốt.

#### Luật pháp
Các vấn đề về thể chế và pháp lý là rất quan trọng trong việc xác định sự thành công hay thất bại của các chính sách và chiến lược bảo vệ nước ngầm.

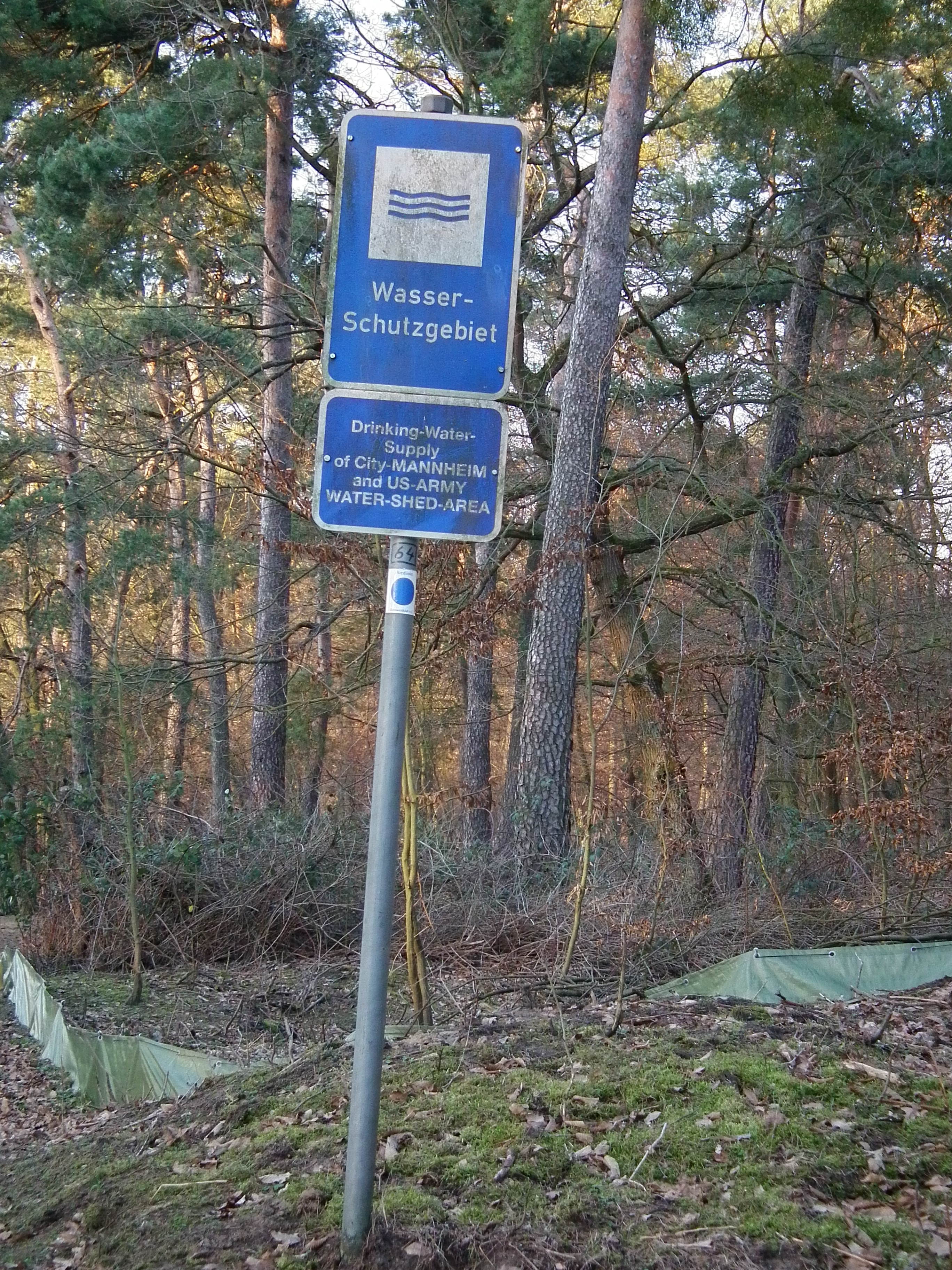
Biển báo gần Mannheim, Đức chỉ ra một khu vực là "khu vực bảo vệ nước ngầm" chuyên dụng"

## Quản lí
Các lựa chọn để khắc phục nước ngầm bị ô nhiễm có thể được nhóm thành các loại sau:
- Chứa các chất ô nhiễm để ngăn chặn chúng di cư xa hơn
- Loại bỏ các chất ô nhiễm từ tầng ngậm nước
- Tái tạo tầng chứa nước bằng cách cố định hoặc khử độc các chất gây ô nhiễm trong khi chúng vẫn ở trong tầng chứa nước (tại chỗ)
- Xử lý nước ngầm tại điểm sử dụng
- Từ bỏ việc sử dụng nước ngầm của tầng ngậm nước này và tìm một nguồn nước thay thế.[65]

### Điều trị tại điểm
Các thiết bị lọc nước cầm tay hoặc hệ thống xử lý nước "điểm sử dụng" (POU) và kỹ thuật khử trùng nước tại hiện trường có thể được sử dụng để loại bỏ một số dạng ô nhiễm nước ngầm trước khi uống, cụ thể là bất kỳ ô nhiễm phân. Nhiều hệ thống lọc nước cầm tay thương mại hoặc phụ gia hóa học có sẵn có thể loại bỏ mầm bệnh, clo, mùi vị xấu, mùi và kim loại nặng như chì và thủy ngân.
Kỹ thuật bao gồm đun sôi, lọc, hấp thụ than hoạt tính, khử trùng hóa học, lọc tia cực tím, khử trùng nước ozone, khử trùng nước mặt trời, chưng cất năng lượng mặt trời, lọc nước tự chế.
Bộ lọc loại bỏ asen (ARF) là các công nghệ chuyên dụng thường được cài đặt để loại bỏ asen. Nhiều trong số các công nghệ này đòi hỏi phải đầu tư vốn và bảo trì dài hạn. Các bộ lọc ở Bangladesh thường bị người dùng bỏ rơi do chi phí cao và bảo trì phức tạp, cũng khá tốn kém.

### Xử lý nước ngầm
Ô nhiễm nước ngầm khó khắc phục hơn nhiều so với ô nhiễm bề mặt vì nước ngầm có thể di chuyển khoảng cách lớn qua các tầng chứa nước không nhìn thấy. Các tầng ngậm nước không xốp như đất sét làm sạch một phần nước của vi khuẩn bằng cách lọc đơn giản (hấp phụ và hấp thụ), pha loãng, và trong một số trường hợp, phản ứng hóa học và hoạt động sinh học; tuy nhiên, trong một số trường hợp, các chất ô nhiễm chỉ biến đổi thành chất gây ô nhiễm đất. Nước ngầm di chuyển qua các khe nứt mở và hang động không được lọc và có thể được vận chuyển dễ dàng như nước mặt. Trên thực tế, điều này có thể trở nên trầm trọng hơn bởi xu hướng con người sử dụng hố sụt tự nhiên như bãi rác trong các khu vực địa hình karst.
Các chất ô nhiễm và chất gây ô nhiễm có thể được loại bỏ khỏi nước ngầm bằng cách áp dụng các kỹ thuật khác nhau do đó làm cho nó an toàn để sử dụng. Kỹ thuật xử lý nước ngầm (hoặc khắc phục) trải rộng các công nghệ xử lý sinh học, hóa học và vật lý. Hầu hết các kỹ thuật xử lý nước ngầm sử dụng kết hợp các công nghệ. Một số kỹ thuật xử lý sinh học bao gồm xác định sinh học, sinh học, lọc sinh học, lọc sinh học và xử lý ô nhiễm. Một số kỹ thuật xử lý hóa học bao gồm phun khí ozone và oxy, kết tủa hóa học, tách màng, trao đổi ion, hấp thụ carbon, oxy hóa hóa học nước, và phục hồi tăng cường chất hoạt động bề mặt. Một số kỹ thuật hóa học có thể được thực hiện bằng vật liệu nano. Các kỹ thuật xử lý vật lý bao gồm, nhưng không giới hạn, bơm và xử lý, phun khí và chiết pha kép.

### Từ bỏ
Nếu việc xử lý hoặc khắc phục nước ngầm bị ô nhiễm được coi là quá khó khăn hoặc tốn kém, thì việc từ bỏ việc sử dụng nước ngầm của tầng ngậm nước này và tìm một nguồn nước thay thế là lựa chọn duy nhất khác.

## Văn hóa và xã hội

### Ví dụ điển hình

#### Hinkley, U.S.
Một thị trấn ở Hinkley, California (U.S.),nước ngầm bị nhiễm crom hóa trị sáu bắt đầu từ năm 1952, dẫn đến một vụ kiện pháp lý chống lại Pacific Gas & Electric (PG & E) và một khu định cư trị giá hàng triệu đô la vào năm 1996. Vụ án hợp pháp được chiếu trong phim Erin Brockovich, phát hành năm 2000.

#### Walkerton, Canada
Vào năm 2000, ô nhiễm nước ngầm đã xảy ra tại thị trấn nhỏ Walkerton, Canada dẫn đến bảy trường hợp tử vong trong vụ dịch Walkerton E. Coli. Nguồn cung cấp nước được lấy từ nước ngầm đã bị nhiễm vi khuẩn E.coli O7: H7 cực kỳ nguy hiểm. Sự ô nhiễm này là do dòng chảy nông trại vào một giếng nước liền kề dễ bị ô nhiễm nước ngầm.

#### Lusaka, Zambia
Các khu vực ven đô của Lusaka, thủ đô của Zambia, có điều kiện mặt đất bị đá hóa mạnh và vì lý do này - cùng với mật độ dân số ngày càng tăng ở các khu vực ven đô này - ô nhiễm giếng nước từ hố xí là một vấn đề sức khỏe cộng đồng lớn đe dọa đó.